# آدوریاش
آدوریاش (به مجاری:  Adorjás) یک سکونتگاه مسکونی در مجارستان است که در بارانیا واقع شده‌است.